# Sarcobataceae
Sarcobataceae је фамилија дикотиледоних биљака из реда Caryophyllales. Обухвата један род са две врсте. Фамилија је распрострањења у западним деловима Северне Америке. Раније су припадници ове фамилије третирани као део фамилије лобода (Chenopodiaceae), али у новијим класификационим системима (APG II, APG III) фамилија има засебан статус.